# Ning Hai-klasse
De Ning Hai-klasse bestond uit twee Chinese lichte kruisers die dienst deden vóór de Tweede Wereldoorlog, de Ning Hai en de Ping Hai. 
De kiel van de Ning Hai werd gelegd in Japan en die van Ping Hai in China. Beide schepen dienden als vlaggenschepen voor de Chinese marine, de Ning Hai van 1932 tot 1937 en de Ping Hai vanaf 1937. De schepen waren deel van een ambitieus plan voor de expansie van de Chinese marine; ze moesten leiding geven aan een onderzeeboot eskader. Door het uitbreken van de Tweede Chinees-Japanse Oorlog kwam er echter een eind aan het Chinese plan. De onderzeeboten zijn nooit gebouwd en plannen voor andere kruisers nooit uitgewerkt.
De Ning Hai en Ping Hai werden tot zinken gebracht tijdens het verdedigen van het fort Kiangyin, gelegen aan de Jangtsekiang-rivier nabij Nanjing, tegen een Japanse luchtaanval. De schepen hebben vier Japanse vliegtuigen neergeschoten. Later zijn ze geborgen door de Japanners en gebruikt als kazernes en nog later als escorteschepen.